# Perfect Day (Cascada-album)
A Perfect Day a Cascada német együttes második stúdióalbuma. 2007. december 14-én adták ki.

## Kislemezek
Az első kislemez az albumról a ”What Hurst The Most” című számhoz készült, (ami egy Rascal Flatts feldolgozás) és 2008. január 4-én jelent meg Németországban, mielőtt az új dalt Észak-Amerikában, Nagy-Britanniában és Svédországban kiadták. Az USA-ban a ”What Hurts The Most” felkúszott a listákon az 52. helyig, Nagy-Britanniában a 10.-ig, és Franciaországban elérték a 2. pozíciót a listákon. Németországban pedig a ”What Hurts The Most” a 9. helyen debütált.
A második kislemez az albumról a ”What Do You Want From Me?” volt. 2008 nyarán ezt követte a ”Because The Night” feldolgozása. A Faded és a Perfect Day, negyedik és ötödik kiadott kislemezként csak az USA-ban jelent meg

## Kiadása
Az első héten az Egyesült Királyságban a Perfect Dayból 50.000 példány kelt el. Azonban a második héten elkelt 100.000 példány. A szám ezután bekerült a Top 10-be. Az év végén az albumból már eladtak mintegy 239.000 példányt, és ezzel a 64. legnagyobb albuma lett az Egyesült Királyságban 2007-ben. Az albumból jelenleg több mint 1.000.000 példány van eladva világszerte. Az album 2008 március 4-én USA egy új fedelet és számlistát kapott, és elérte a  70. posztot az USA Billboard 200-on.
Az album Ausztráliában 2008 március 15-én jelent meg. Október 20-án, az album volt esélyes egy brit Platinum Edition re-release-re. A holland változat az amerikai bónusz számokat is tartalmazza.
Az album kapott keverni, hogy a negatív vélemény a legtöbb kritika a Sharon Mawer a AllMusic bírálta az ismétlődő jellegű, mondván: Hogy lehet valaki tartani a lépést az ilyen dalokat egész track, nem beszélve egy teljes album, ha a pumpáló verte a könyörtelen és Horler, valamint a termelés, contrives, hogy minden dal hang azonosak?

## Számlistája

### Európai / ausztrál változata
1. What hurts the most
2. Runaway
3. Who Do You Think You Are?
4. Because the night
5. I Will Believe It
6. Perfect Day
7. What do you want from me?
8. Skater Boi
9. Couldt it be you?
10. He's All That
11. Just like a Pill
12. Endless Summer
13. What hurts the most [Yanou a Candlelight Mix]

Bónusz számok
1. Dream on Dreamer
2. Faded
3. Holiday

### USA / kanadai verzió
1. What hurts the most
2. Faded
3. Holiday
4. He's  All That
5. Perfect Day
6. Dream on Dreamer
7. Could it be you?
8. Last christmas
9. Because the night
10. Who Do You Think You Are?
11. What hurts the most?
12. Runaway
13. What hurts the most (Yanou a Candlelight Mix)

### Japán verzió
1. What hurts the most
2. Runaway
3. Who Do You Think You Are?
4. Last Christmas
5. Because the night
6. I will Believe
7. Perfect day
8. What do you want from me?
9. Sk8er Boi
10. Couldt it be you
11. He's All That
12. Just Like a Pill
13. Endless Summer
14. What hurts the most (Yanou a Candlelight Mix)
15. Runaway (DJ Yoshinori Remix)
16. Everytime We Touch (Styles & Breeze Remix)
17. Miracle (US Club Mix)
18. Ready for Love (Cascada-dal) (Klubbingman Remix)
19. What hurts the most (DJ Uto Remix)

### Szingapúri dupla CD (papírcsomagolású verzió)
CD I.: Az eredeti, 12 számos lemez 

CD II.:What hurts the most CD kislemez

### Premium Edition
Web Release: Zoo Digital: Cat: ZDS 093
1. What Hurts The Most - (3:39)
2. Runaway - (3:30)
3. Who Do You Think You Are - (3:22)
4. Because The Night - (3:26)
5. I Will Believe It - (2:54)
6. Perfect Day - (3:42)
7. What do you want from me - (02:47)
8. Sk8er Boi - (3:20)
9. Could it be you - (3:44)
10. He's All That - (3:06)
11. Just Like A Pill - (3:22)
12. Endless Summer - (3:24)
13. Dream On Dreamer - (3:03)
14. Faded - (2:48)
15. Holiday - (3:15)
16. Last Christmas - (3:52)
17. What Hurts The Most (Yanou a Candlelight mix) - (03:53)
18. What Hurts The Most (club mix) - (05:07)
19. What Hurts The Most (Topmodelz remix) - (05:32)
20. What Hurts The Most (2-4 Grooves remix) - (06:49)
21. What Hurts The Most (Spencer & Hill Remix) - (06:57)
22. Runaway (original mix) - (04:32)
23. Runaway (Manox remix) - (05:39)
24. Because The Night (original mix) - (05:32)
25. Because The Night (A Hitmen remix) - (05:49)
26. Because The Night (2-4 Grooves remix) - (05:45)
27. Because The Night (Mondo remix) - (05:58)
28. I Will Believe It (original mix) - (04:26)
29. Perfect Day (club mix) - (05:16)
30. Perfect Day (Digital Dog remix) - (06:04)
31. What do you want from me  (club mix) - (05:02)
32. What do you want from me (DJ Gollum Remix) - (05:24)
33. What do you want from me (DJ Cyrus remix) - (05:35)
34. What do you want from me (S & H Project Remix) - (05:48)
35. He's all that  (original mix) - (04:43)
36. Just Like A Pill (club mix) - (04:55)
37. Dream On Dreamer (original mix) - (04:10)
38. Faded (original mix) - (04:24)
39. Faded (Dave Ramone Mix) - (05:48)
40. Faded (Wideboys remix) - (06:07)

## Közreműködők
- Manuel Reuter - DJ, producer
- Yann Peifer - DJ, producer
- Natalie Horler - ének
- Armin Zedler - fotós
- Frank Ehrlich - menedzser
- Joe Yannece - hangmérnök
- Rebecca Meek - dizájn